# Hugh Young
Hugh Young (San Antonio, 18 settembre 1870 – 23 agosto 1945) è stato un medico, chirurgo e scienziato statunitense specializzato in urologia.

## Biografia
Si è laureato all'università della Virginia nel 1891, dopo aver iniziato a insegnare presso l'Istituto Johns Hopkins fu messo a capo, a soli 27 anni, del dipartimento di urologia. Qui vi rimase per gran parte della sua vita fino al 1940.
Young contribuì in campo medico con numerose invenzioni e scoperte, primariamente legate alla chirurgia. Una di queste invenzioni fu il "boomerang needle", una metodica chirurgica necessaria per lavorare con le incisioni profonde. Inventò anche dei dispositivi per la procedura di prostatectomia. Young è considerato anche come colui che ha per la prima volta praticato una prostatectomia radicale per rimuovere un tumore alla prostata.
Young scrisse anche una autobiografia intitolate "Hungh Young, una autobiografia di un chirurgo" e molti testi di urologia. Morì il 23 agosto del 1945 e fu sepolto nel cimitero di Druid Ridge a Baltimora, nel Maryland.